# Zweifelhafte Strauchscharte
Die Zweifelhafte Strauchscharte (Staehelina dubia) ist eine Pflanzenart aus der Gattung Staehelina in der Familie der Korbblütler (Asteraceae).

## Beschreibung

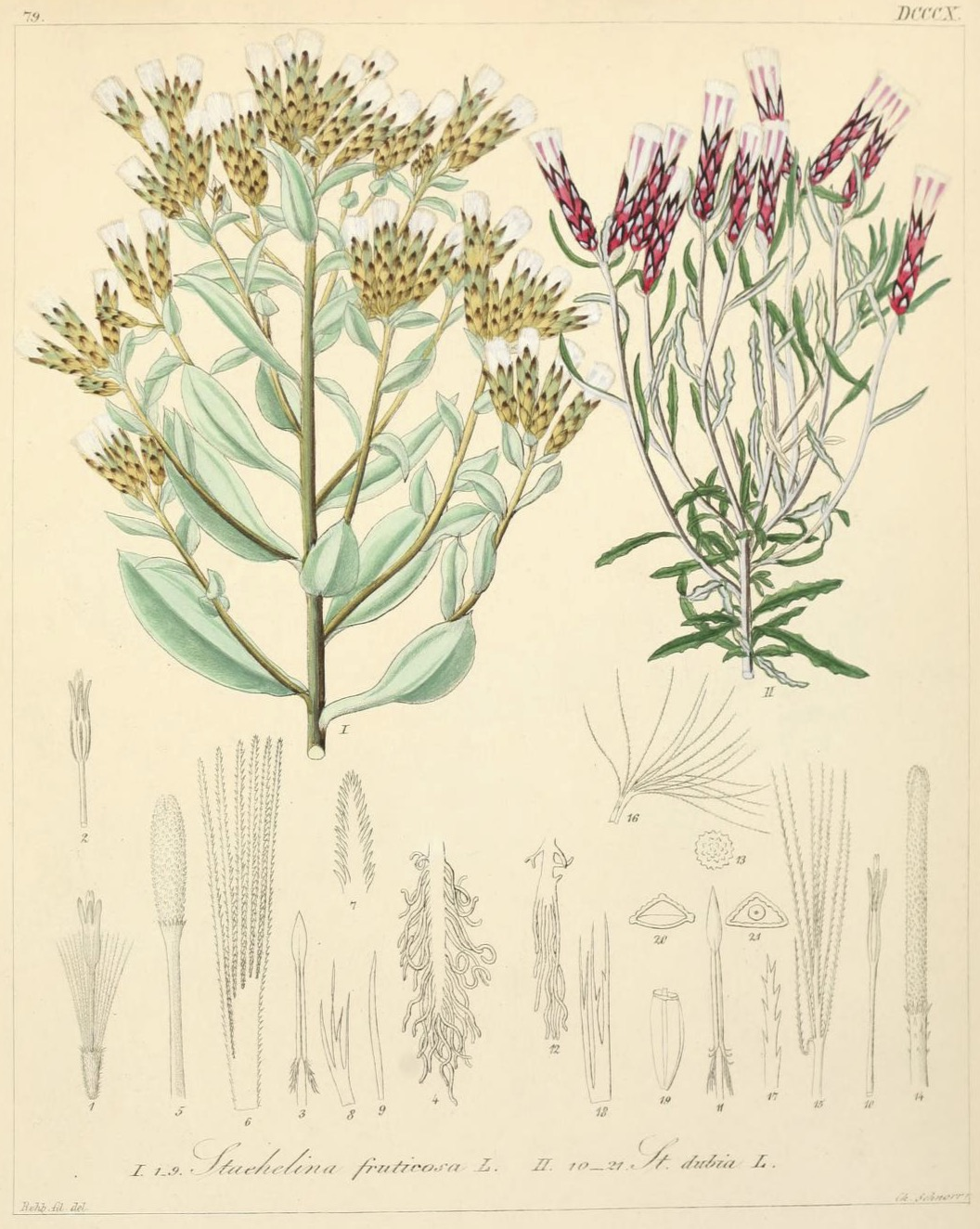
Illustration von Staehelina dubia (rechts im Bild) aus der Florae Germanicae et Helveticae, 1853

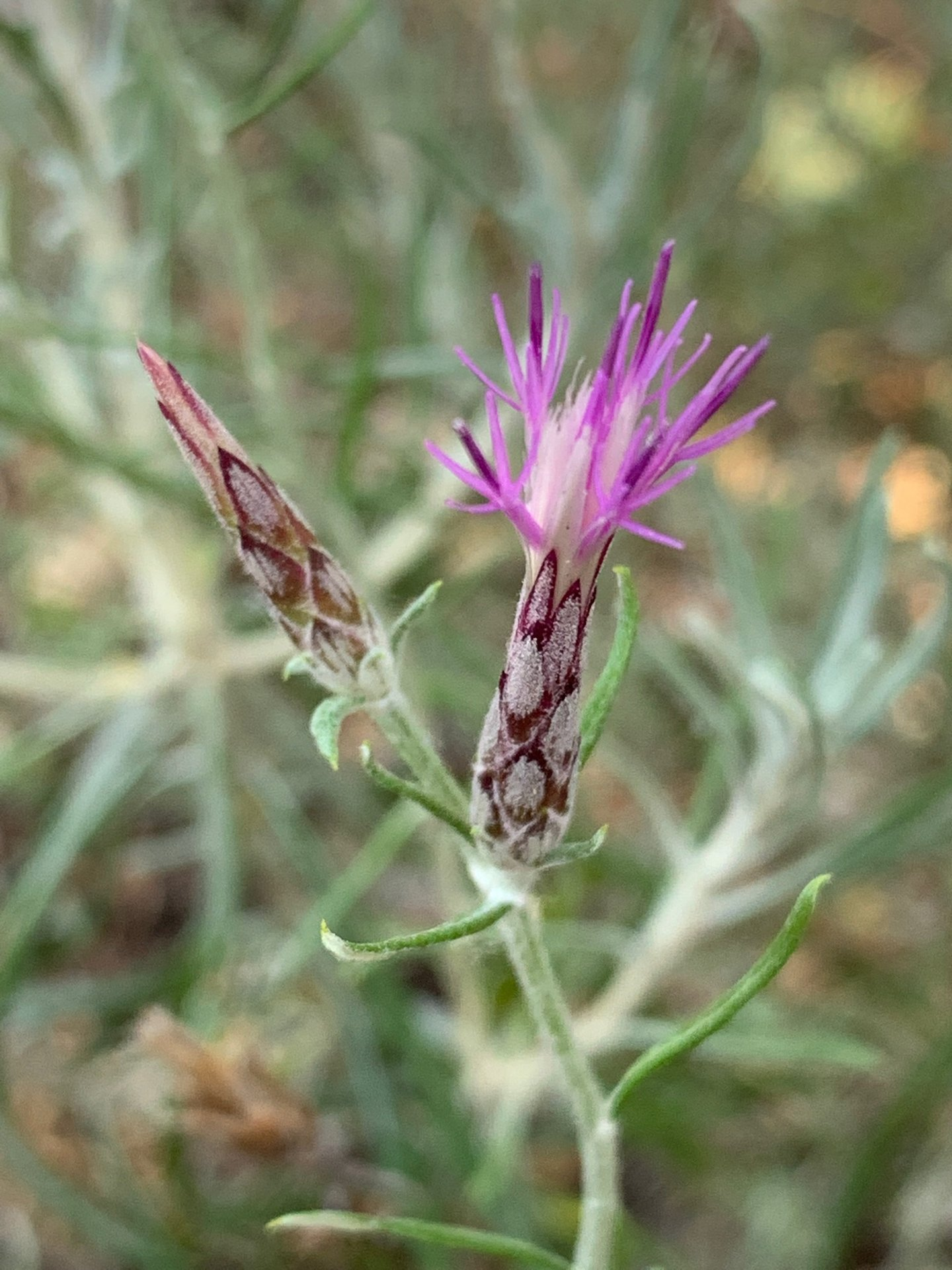
Aufgeblühter Blütenkorb und Blütenknospe

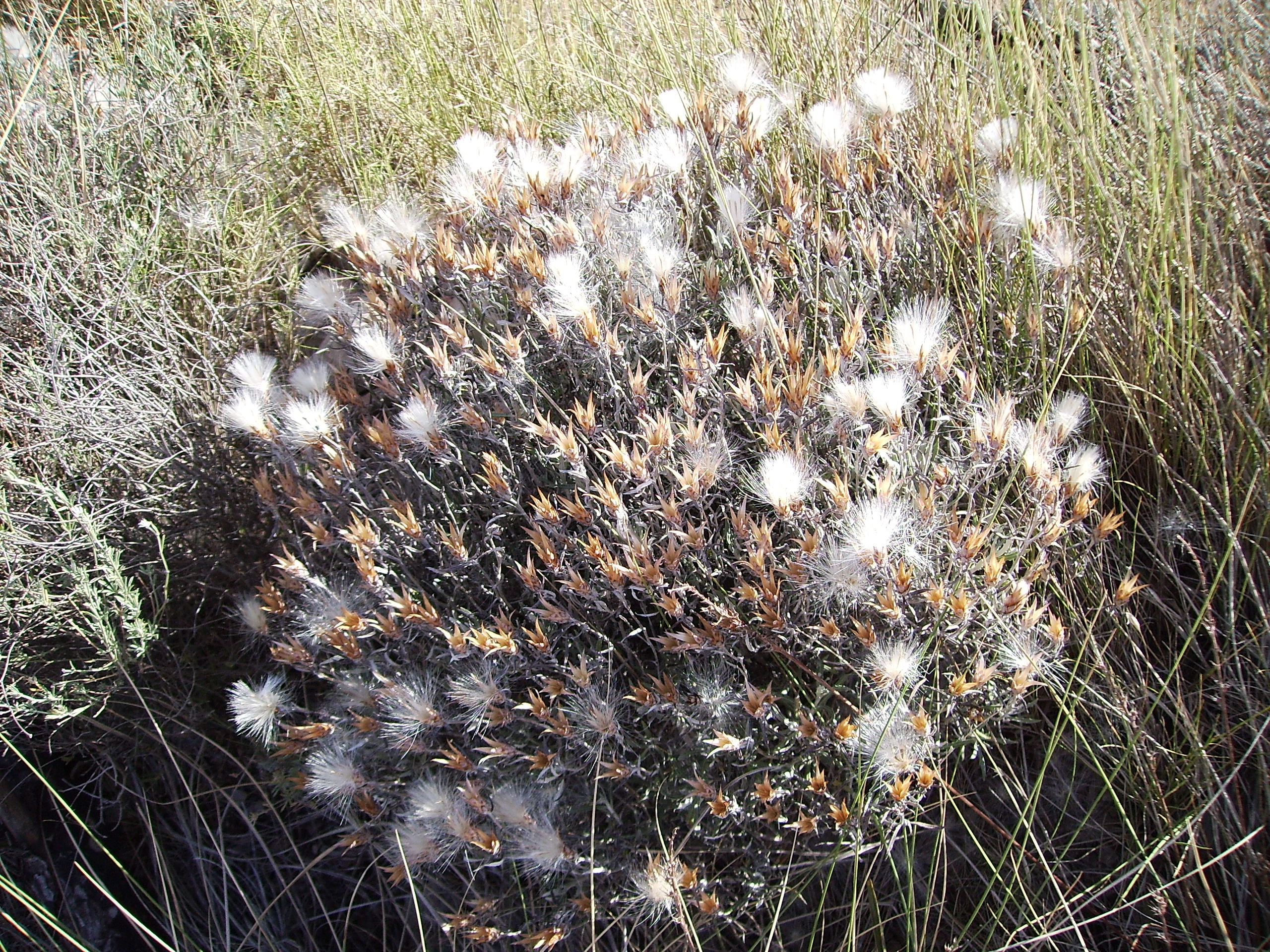
Nach der Anthese

### Vegetative Merkmale
Die Zweifelhafte Strauchscharte ist ein immergrüner Halbstrauch, der Wuchshöhen von 20 bis 40 Zentimeter erreicht. Die verzweigten Zweige, Äste sind weißfilzig.
Die wechselständig angeordneten Laubblätter sind sitzend. Die ledrige Blattspreite ist bei einer Länge von bis zu 4 Zentimeter schmal linealisch-lanzettlich mit spitzem oberen Ende. Der Blattrand ist etwas umgerollt und ganz bis entfernt gezähnt. Die Blattoberseite ist kahl bis spinnwebig und dunkel-grün, die -unterseite ist weißfilzig.

### Generative Merkmale
Die Blütezeit reicht von Juni bis Juli. Die wenigblütigen Blütenkörbe sind sehr schmal und stehen endständig einzeln oder zu zweit bis viert in trugdoldigen Gesamtblütenständen. Die Hülle ist 1,5 bis 2 Zentimeter lang und 3 bis 5 Millimeter breit. Die spitzen Hüllblätter sind dachziegelartig und röhrig angeordnet. Die Hüllblätter sind auf der Rücken zerstreut kurz filzig und rötlich umrandet. Die inneren Hüllblätter sind ganz rötlich überlaufen. Es sind fransige, zerschlitzte Spreublätter vorhanden. Die zwittrigen Röhrenblüten sind purpurfarben. Die Kronzipfel sind recht lang. Die Staubbeutel besitzen lange, fransige Anhängsel am Grund.
Die kahle Achäne ist 4 bis 5 Millimeter lang, dreikantig, mit einem kleinen Krönchen. Der lange, raue, bis zu 2,5 Zentimeter lange und einreihige Pappus besteht aus teils verzweigten Borsten.
Die Chromosomenzahl beträgt 2n = 30.

## Vorkommen
Die Zweifelhafte Strauchscharte kommt im westlichen Mittelmeerraum in Algerien, Marokko, Tunesien, Portugal, Spanien, Gibraltar, Andorra, auf den Balearen, Korsika, in Frankreich, Italien und vielleicht auf Sardinien vor.
Die Zweifelhafte Strauchscharte gedeiht auf trockenen, felsigen und steinigen Standorten, z. B. in Garrigues und auf Felsfluren.

## Taxonomie
Die Erstveröffentlichung von Staehelina dubia erfolgte 1753 durch Carl von Linné in Species Plantarum, Tomus II, Seite 840.